# Geraniol
Geraniol é um monoterpenóide e um álcool. É a parte primária do óleo de rosas, do óleo de palmarosa e do óleo de citronela. Ele também aparece em pequenas quantidades no gerânio, limão e muitos outros óleos essenciais. Tem aparência de um óleo incolor a amarelo-pálido, que é insolúvel em água mas solúvel na maioria dos solventes orgânicos comuns. Ele possui um odor semelhante à rosa e é bastante usado em perfumes. Também é usado em sabores como pera, amora, melão, maçã vermelha, lima, laranja, limão, melancia, abacaxi e mirtilo.
Pesquisas têm evidenciado o geraniol como um efetivo repelente de insetos.
Por outro lado, é produzido pelas glândulas odoríferas das abelhas para ajudá-las a marcar as flores com néctar e localizar as entradas para suas colmeias.
Em 1994, relatórios realizados por cinco grande companhias de cigarro listaram o geraniol como um dos  599 aditivos do cigarro, para melhorar seu gosto.
O grupo funcional baseado no geraniol (geraniol sem o grupo -OH terminal) é chamado geranila. Ele é importante na biossíntese de outros terpenos. Em soluções ácidas, o geraniol é  convertido em alfa-terpineol, um terpeno cíclico.

## Informação sobre segurança e saúde
O Geraniol deve ser evitado por pessoas com alergia a perfumes.